# Thornhill, Stirling
Thornhill är en by i Stirling i Skottland. Byn är belägen 66,3 km 
från Edinburgh. Orten har 530 invånare (2016).